# Stephan Ladislaus Endlicher

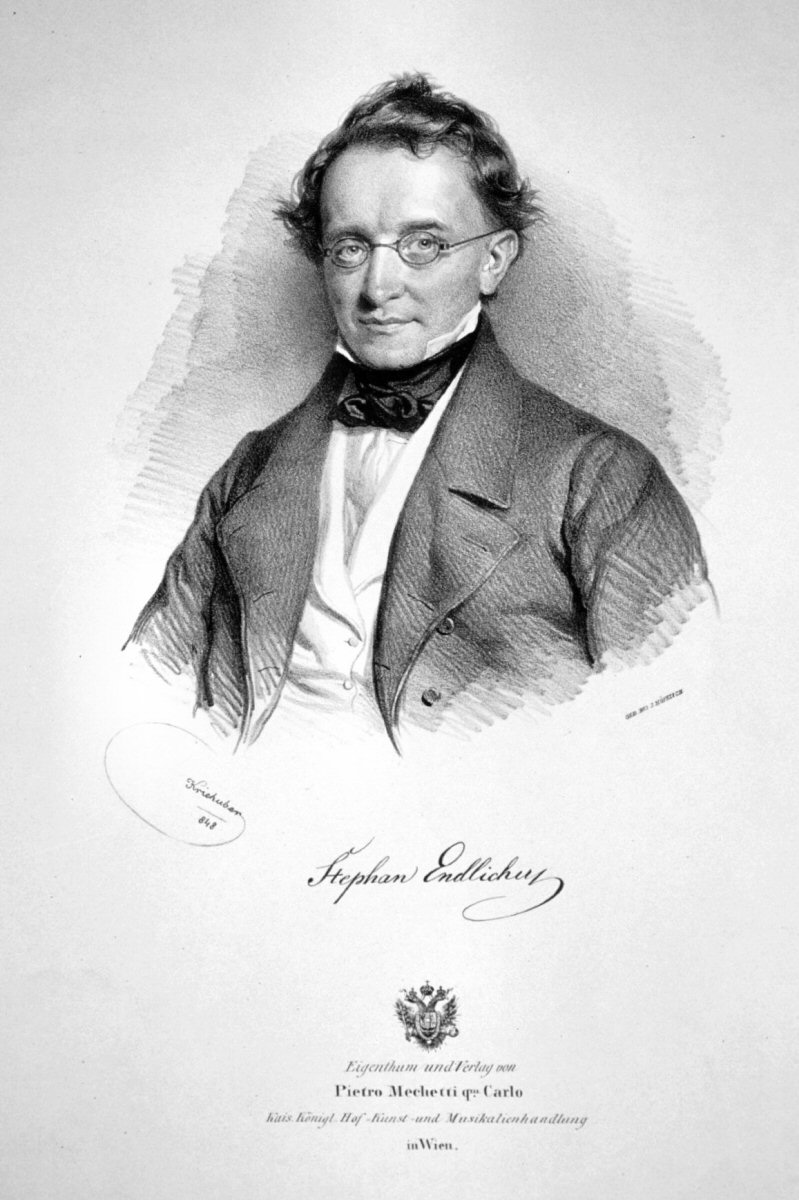
Stephan Ladislaus Endlicher, Lithographie von Joseph Kriehuber 1848

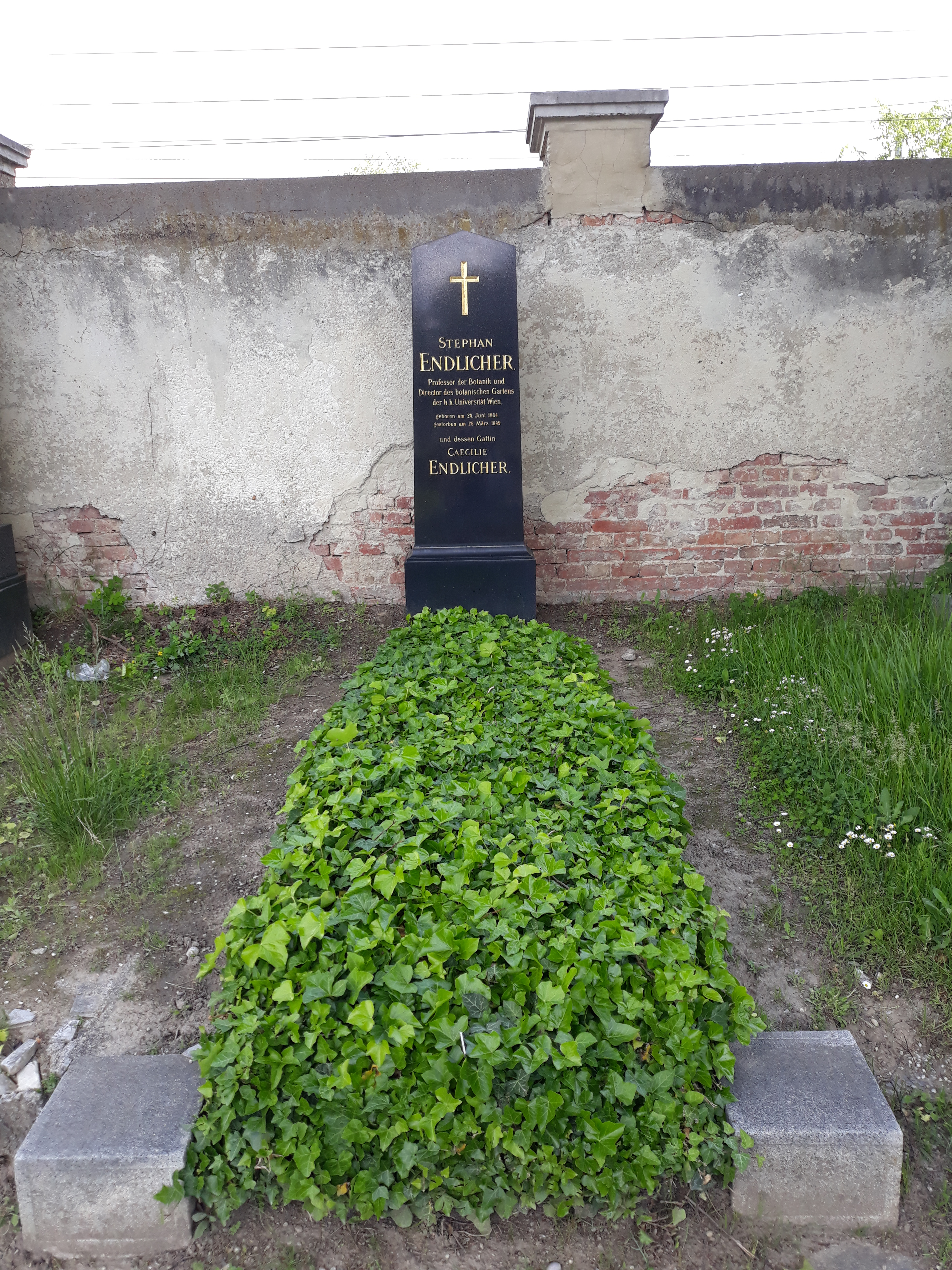
Das Grab von Stephan Ladislaus Endlicher und seiner Ehefrau Cäcilie, geborene von Müller, auf dem Zentralfriedhof Wien. Das ursprüngliche Grab befand sich auf dem aufgelassenen katholischen Matzleinsdorfer Friedhof.

Stephan Ladislaus Endlicher (* 24. Juni 1804 in Preßburg; † 28. März 1849 in Wien) war ein österreichischer Botaniker, Numismatiker und Sinologe. Sein offizielles botanisches Autorenkürzel lautet „Endl.“
Er war von 1839 bis 1849 Direktor des Botanischen Gartens der Universität Wien und des Botanischen Museums.

## Leben und Wirken
Endlicher studierte ursprünglich Theologie und erhielt die niederen Weihen. 1828 bekam er in Wien die Anstellung an der Hofbibliothek, deren Handschriftensammlung er neu ordnete. Er studierte Naturwissenschaften, besonders Botanik und ostasiatische Sprachen. Eine lange Zeit schrieb er eine grundlegende chinesische Grammatik. Im Jahr 1833 wurde er zum Mitglied der Leopoldina gewählt. Ab 1840 war er Professor und Direktor des botanischen Gartens. Er verfasste die zu seiner Zeit umfassendste Darstellung des Pflanzenreiches nach einem natürlichen System. Auf Endlichers Anregung hin enthalten die zusammen mit Franz Unger 1843 herausgegebenen Grundzüge der Botanik erstmals Textbilder. 1842 wurde Endlicher in die American Philosophical Society und 1845 in die American Academy of Arts and Sciences gewählt. Mit Joseph von Hammer-Purgstall setzte er 1847 die Gründung der kaiserlichen Akademie der Wissenschaften durch.
Endlichers größtes  botanisches Verdienst besteht in dem von ihm aufgestellten natürlichen Pflanzensystem, welches er dargelegt hat in seinem Werk Genera plantarum secundum ordines naturales disposita (Wien 1836–1850) und später in seinem Enchiridion botanicum exhibens classes et ordines plantarum (Leipzig 1841). Dies Werk ist seiner Vollständigkeit in der Charakteristik der Familien und Gattungen wegen bis auf die neueste Zeit unentbehrlich geblieben.
Außerdem nahm Endlicher als Mitarbeiter Anteil an der von Christian Gottfried Daniel Nees von Esenbeck besorgten Ausgabe von Robert Brown's Vermischte botanische Schriften, an Eduard Friedrich Poeppigs Nova genera ac species plantarum, an den Annalen des Wiener Museums der Naturgeschichte und an der Enumeratio plantarum, quas in Nova Hollandia collegit. Seit 1840 redigierte er mit Carl Friedrich Philipp von Martius die Flora Brasiliensis.
Außer dem Atlas von China nach der Aufnahme der Jesuitenmissionäre (Wien 1843, 6 Hefte) und Karte der Provinz Tche Kiang, gab er eine Anzahl schätzbarer Beiträge zur Kunde der älteren deutschen und altklassischen Literatur sowie der ungarischen Geschichtsquellen, so zwei Dichtungen des Priscian (Wien 1828), die Bruchstücke einer altdeutschen Übersetzung des Matthäus-Evangelium aus den Mondseer Fragmenten (mit Hoffmann von Fallersleben, Wien 1834; 2. Aufl., mit Hans Ferdinand Maßmann, 1841), die Analecta grammatica (Wien 1836) und Anfangsgründe der chinesischen Grammatik (Wien 1845) heraus.

## Ehrungen
Im Jahr 1932 wurde in Wien-Favoriten (10. Bezirk) die Endlichergasse nach ihm benannt.
Die Pflanzengattung Endlicheria aus der Familie der Lorbeergewächse (Lauraceae) ist nach ihm benannt, außerdem Endlichers Flösselhecht (Polypterus endlicherii), ein afrikanischer Süßwasserfisch.

## Mitgliedschaften
Stephan Ladislaus Endlicher war Mitglied der Deutschen Morgenländischen Gesellschaft.

## Werke
- mit Heinrich Schott: Meletemata Botanica. Gerold, Wien 1832 (Digitalisat).
- Prodromus Florae Norfolkicae sive Catalogus Stirpium quae in Insula Norfolk Annis 1804 et 1805 a Ferdinando Bauer collectae et depictae nunc in Museo Caesareo Palatino Rerum Naturalium Vindobonae servantur. Beck, Wien 1833 (zobodat.at [PDF; 7,4 MB]).
- Atakta Botanika. Nova Genera et Species Plantarum descripta et iconibus illustrata. Beck, Wien 1833[–1835] (Digitalisat).[4]
- mit Eduard Poeppig: Nova Genera ac Species Plantarum quas in Regno Chilensi peruviano et in Terra Amazonica  Annis MDCCCXXVII Ad MDCCCXXXII descripsit iconibusque illustravit. 3 Bände. Hofmeister, Leipzig 1835–1845 (Digitalisate: Band 1, Band 2, Band 3).
- Genera Plantarum secundum Ordines naturales disposita. 18 Teile. Beck, Wien 1836–1850.[4]
- Bemerkungen über die Flora der Südseeinseln. In: Annalen des Wiener Museums der Naturgeschichte. Bd. 1, 1836, ISSN 0257-6112, S. 129–190 (zobodat.at [PDF; 25 MB]).
- Iconographia generum plantarum. Beck, Wien [1837–]1838[–1841], doi:10.5962/bhl.title.64328.
- Grundzüge einer neuen Theorie der Pflanzenzeugung. Beck, Wien 1838 (Digitalisat).[4]
- Stirpium Australasicarum Herbarii Hügeliani Decader tres. In: Annalen des Wiener Museums der Naturgeschichte. Bd. 2, 1840, S. 189–211 (zobodat.at [PDF; 1,5 MB]).
- Enchiridion Botanicum exhibens Classes et Ordines Plantarum accedit Nomenclator Generum et Officinalium vel usualium indicatio. Engelmann u. a., Leipzig u. a. 1841 (Digitalisat).
- Die Medicinal-Pflanzen der österreichischen Pharmakopöe. Ein Handbuch für Aerzte und Apotheker. Gerold, Wien 1842 (Digitalisat).
- mit Franz Unger: Grundzüge der Botanik. Gerold, Wien 1843 (Digitalisat).
- Anfangsgründe der Chinesischen Grammatik. Gerold, Wien 1845 (Digitalisat).
- Synopsis Coniferarum. Scheitlin & Zollikofer, St. Gallen 1847 (Digitalisat).
- Rerum Hungaricarum Monumenta Arpadiana. Scheitlin & Zollikofer, St. Gallen 1849 (Digitalisat).
- Die Gesetze des heiligen Stefan. Ein Beitrag zur ungarischen Rechtsgeschichte. Kuppitsch, Wien 1849 (Digitalisat).